# Meb Keflezighi
Mebrahtom « Meb » Keflezighi, né le 5 mai 1975 à Asmara, est un athlète érythréen naturalisé américain en 1998, spécialiste des courses de fond.

## Biographie
Keflezighi et sa famille ont été réfugiés de l’Érythrée. Ils sont venus aux États-Unis par l'Italie en 1987. Il a neuf frères et sœurs.  
Meb est né en Érythrée le 5 mai 1975, le troisième fils de Russom et Awetash Keflezighi. À l’époque, l’Érythrée était au milieu d’une guerre sanglante pour l'indépendance de l’Éthiopie. Russom soutenait la libération, et elle l'a atteint en 1993.  
Les Keflezighi ont déménagé à San Diego. Ils sont arrivés le 21 octobre 1987. Finalement, ils se sont installés dans un appartement de trois chambres avec huit personnes (y compris six enfants). Les Keflezighis auraient quatre autres enfants. Meb a commencé la course à pied à la Memorial Academy à San Diego.  
Keflezighi est devenu un citoyen des États-Unis en 1998. La même année, il était diplômé de l'université de Californie à Los Angeles.  
En 2004, Mebrahtom Keflezighi remporte la médaille d'argent du marathon olympique des Jeux d'Athènes derrière l'Italien Stefano Baldini, offrant aux États-Unis la première médaille olympique dans cette épreuve depuis Frank Shorter lors des Jeux de Munich en 1972. 
Le 1er novembre 2009, Keflezighi remporte le Marathon de New York avec le temps de 2 h 09 min 15, signant la meilleure performance de sa carrière.
Il remporte son second marathon à Boston le 21 avril 2014 (un an après les attentats) où il termine l'épreuve en 2 h 8 min et 38 secondes.
Il met fin à sa carrière professionnelle le 5 novembre 2017 en terminant le marathon de New York dans le top 10 à l'âge de 42 ans.

### Palmarès
| Date | Compétition                | Lieu     | Résultat | Épreuve  | Performance     |
| ---- | -------------------------- | -------- | -------- | -------- | --------------- |
| 2000 | Jeux olympiques            | Sydney   | 12e      | 10 000 m | 27 min 53 s 63  |
| 2001 | Championnats du monde      | Edmonton | 23e      | 10 000 m | 28 min 44 s 48  |
| 2002 | Coupe du monde des nations | Madrid   | 4e       | 5 000 m  | 13 min 33 s 44  |
| 2003 | Championnats du monde      | Paris    | 16e      | 10 000 m | 28 min 35 s 08  |
| 2004 | Jeux olympiques            | Athènes  | 2e       | Marathon | 2 h 11 min 19 s |
| 2009 | Marathon de New York       | New York | 1er      | Marathon | 2 h 9 min 15 s  |
| 2010 | Marathon de New York       | New York | 6e       | Marathon |                 |
| 2011 | Marathon de New York       | New York | 6e       | Marathon |                 |
| 2012 | Jeux olympiques            | Londres  | 4e       | Marathon | 2 h 11 min 6 s  |
| 2014 | Marathon de Boston         | Boston   | 1er      | Marathon | 2 h 8 min 37 s  |
| 2014 | Marathon de New York       | New York | 4e       | Marathon | 2 h 13 min 18 s |
| 2015 | Marathon de Boston         | Boston   | 8e       | Marathon | 2 h 12 min 42 s |

### Records
| Épreuve       | Performance    | Lieu           | Date           |
| ------------- | -------------- | -------------- | -------------- |
| 5 000 m       | 13 min 11 s 77 | Heusden-Zolder | 5 août 2000    |
| 10 000 m      | 27 min 13 s 98 | Palo Alto      | 4 mai 2001     |
| Semi-marathon | 1 h 1 min 0 s  | San José       | 4 octobre 2009 |
| Marathon      | 2 h 8 min 37 s | Boston         | 21 avril 2014  |